# Velem
Velem là một thị trấn thuộc hạt Vas, Hungary. Thị trấn này có diện tích 8,61 km², dân số năm 2010 là 343 người, mật độ 40 người/km².